# Institut de recherche sur la question juive

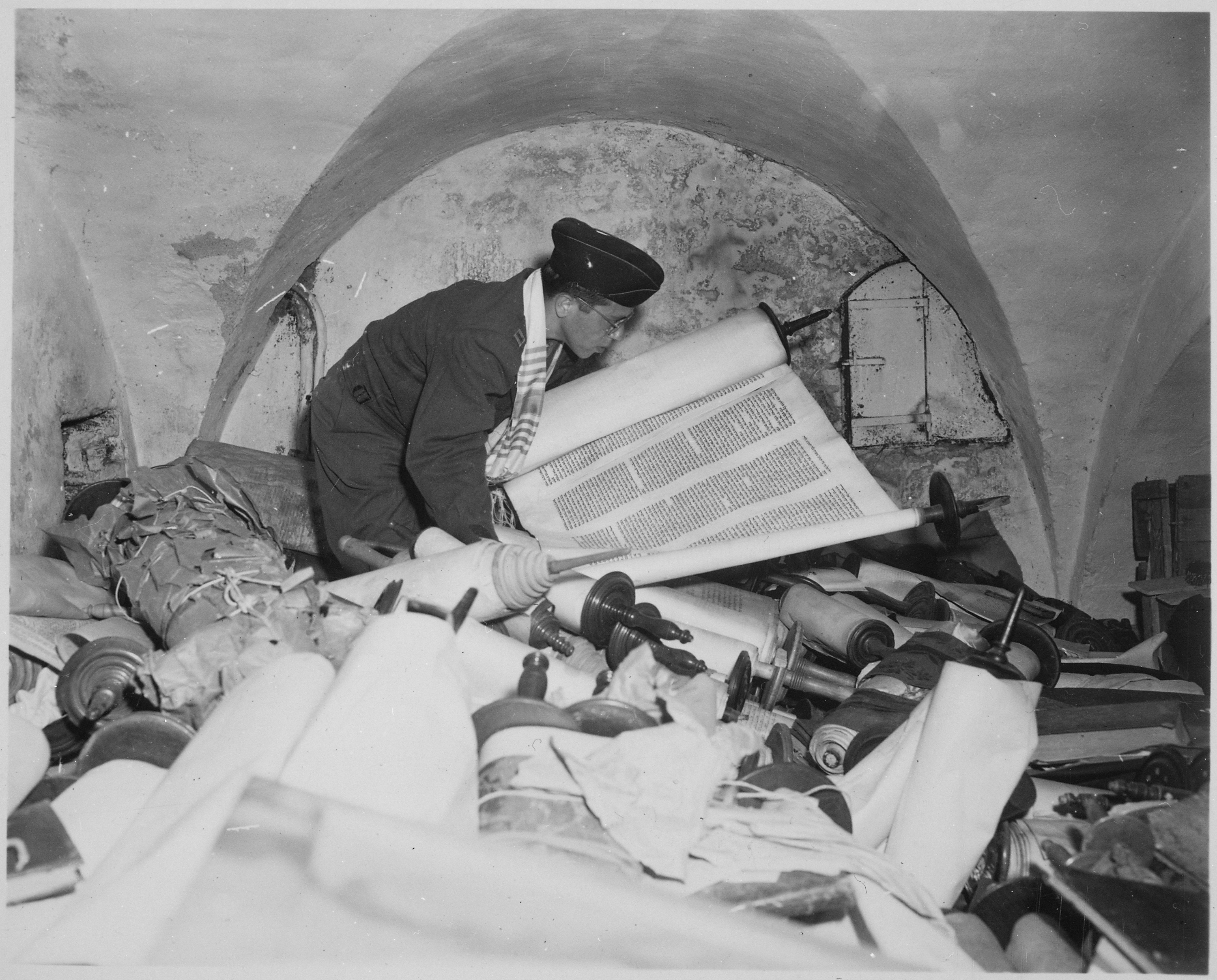
Visionnage de rouleaux de la Torah dans le sous-sol de l'institut, 6 juillet 1945.

 (septembre 2022).
La mise en forme du texte ne suit pas les recommandations de Wikipédia : il faut le « wikifier ».
Les points d'amélioration suivants sont les cas les plus fréquents. Le détail des points à revoir est peut-être précisé sur la page de discussion.
- Les titres sont pré-formatés par le logiciel. Ils ne sont ni en capitales, ni en gras.
- Le texte ne doit pas être écrit en capitales (les noms de famille non plus), ni en gras, ni en italique, ni en « petit »…
- Le gras n'est utilisé que pour surligner le titre de l'article dans l'introduction, une seule fois.
- L'italique est rarement utilisé : mots en langue étrangère, titres d'œuvres, noms de bateaux, etc.
- Les citations ne sont pas en italique mais en corps de texte normal. Elles sont entourées par des guillemets français : « et ».
- Les listes à puces sont à éviter, des paragraphes rédigés étant largement préférés. Les tableaux sont à réserver à la présentation de données structurées (résultats, etc.).
- Les appels de note de bas de page (petits chiffres en exposant, introduits par l'outil «  Source ») sont à placer entre la fin de phrase et le point final[comme ça].
- Les liens internes (vers d'autres articles de Wikipédia) sont à choisir avec parcimonie. Créez des liens vers des articles approfondissant le sujet. Les termes génériques sans rapport avec le sujet sont à éviter, ainsi que les répétitions de liens vers un même terme.
- Les liens externes sont à placer uniquement dans une section « Liens externes », à la fin de l'article. Ces liens sont à choisir avec parcimonie suivant les règles définies. Si un lien sert de source à l'article, son insertion dans le texte est à faire par les notes de bas de page.
- La présentation des références doit suivre les conventions bibliographiques. Il est recommandé d'utiliser les modèles {{Ouvrage}}, {{Chapitre}}, {{Article}}, {{Lien web}} et/ou {{Bibliographie}}. Le mode d'édition visuel peut mettre en forme automatiquement les références.
- Insérer une infobox (cadre d'informations à droite) n'est pas obligatoire pour parachever la mise en page.

Pour une aide détaillée, merci de consulter Aide:Wikification.
Si vous pensez que ces points ont été résolus, vous pouvez retirer ce bandeau et améliorer la mise en forme d'un autre article.
L'Institut de recherche sur la question juive (Institut zur Erforschung der Judenfrage) était une institution politique du parti nazi, fondée en avril 1939,. Conçue comme une branche d'un projet d'université d'élite du parti sous la direction d'Alfred Rosenberg,, elle s'est officiellement ouverte à Francfort-sur-le-Main en mars 1941, pendant la Seconde Guerre mondiale,, et est restée existante jusqu'à la fin de la guerre, en 1945.
L'objectif effectif de l'institut était la collecte d'informations à des fins de propagande à l'appui de la politique antisémite et, à terme, de l'Holocauste. Il est devenu le récipiendaire de livres pillés et d'autres matériels culturels des bibliothèques et institutions juives des territoires occupés,.
Il ne faut pas le confondre avec l'Institut pour l'étude de la question juive, qui faisait partie du ministère de la propagande de Goebbels ; ce dernier a ensuite été rebaptisé Antisemitische Aktion (action antisémite) puis Antijüdische Aktion (action anti-juive). En France occupée, l'Institut d'étude des questions juives était une institution de propagande créée à Paris en 1943 par le commandement militaire allemand.
Lors de la fondation de l'institut, le journal officiel Ziel und Weg (Objectif et Voie) de la Ligue nationale-socialiste des médecins allemands, dirigée par Leonardo Conti, l'a salué et a exigé : « Le demi-juif doit être traité comme le plein-juif... afin qu'il ne soit pas un danger pour la protection de la valeur raciale des peuples européens ».
L'institut a coopéré avec l'Institut du Reich de Walter Frank pour l'histoire de la nouvelle Allemagne, en particulier avec son département de recherche sur la question juive, qui était dirigé par le démographe Friedrich Burgdörfer, qui avait publié la brochure Les nations blanches meurent-elles ? L'avenir des nations blanches et des nations de couleur à la lumière des statistiques biologiques, qui est devenu l'origine de la théorie du complot du génocide blanc.
La revue de l'institut La lutte mondiale. Mensuel pour la politique mondiale, la culture raciale et la question juive dans tous les pays (Der Weltkampf. Monatsschrift für Weltpolitik, völkische Kultur und die Judenfrage aller Länder) a été édité par Ernst Graf zu Reventlow ; les contributeurs comprenaient Gregor Schwartz-Bostunitsch et Johann von Leers.
Le principal bibliothécaire de l'institut était Johannes Pohl, spécialiste des études hébraïques et juives, ancien vicaire catholique romain et ancien élève de l'Institut pontifical biblique.